# Lac Perris
Pour les articles homonymes, voir Perris.
Le lac Perris est un lac artificiel achevé en 1973. C'est le terminus sud du California State Water Project, situé dans une vallée bordée de montagnes entre Moreno Valley et Perris, dans l'actuelle zone de loisirs de Lake Perris. Le parc offre une variété d'activités récréatives. La proximité du lac avec les principaux centres de population, en fait un lieu très fréquenté pendant les mois d'été.
Le California Office of Environmental Health Hazard Assessment a émis un avis de consommation sécuritaire pour tout poisson pêché dans le lac Perris en raison des niveaux élevés de mercure et de PCB.

## Musée indien régional Ya'i Heki'
Le musée indien régional Ya'i Heki' raconte l'histoire du monumental State Water Project et se concentre sur la culture et l'histoire des peuples autochtones de la région désertique du sud de la Californie.

## Géographie
Le lac Perris est à 475 m d'altitude et entouré de collines et de petites montagnes. Il contient 162 100 000 m3 d'eau derrière un barrage en terre en forme de chevron de 3 km) de long et 39 m de hauteur. Les zones non entretenues du lac Perris peuvent sembler rocheuses et stériles à première vue, mais abritent une variété de merveilles naturelles. Un récif artificiel au fond du lac en pneus usagés, a été créé pour fournir un habitat aux poissons .

## Faune et flore
La communauté végétale prédominante, la brousses d'armoise côtière (coastal sage scrub (en)), abrite une variété d'oiseaux et d'animaux sauvages. Des cerfs mulets, des géocoucous, des lynx roux, des coyotes, des lapins, des cailles, des pituophis et des serpents à sonnette peuvent parfois être vus le jour, bien qu'ils aient tendance à se détourner des gens. On observe plus fréquemment une grande variété de lézards, de rongeurs, d'oiseaux aquatiques et d'oiseaux de proie. De nombreuses fleurs sauvages éclosent pendant la saison humide, généralement de novembre à avril.
La communauté de broussailles de sauge côtière prédomine sur les pentes exposées au sud des montagnes Russell et des collines de Bernasconi et se caractérise par des plantes arbustives, notamment l'encelia du désert, l'encelia farinosa, l'armoise (sagebrush), Salvia mellifera, Salvia apiana, le sarrasin et les cactus. Les conditions sont un peu plus sombres sur les coteaux qui font face au nord ou au nord-ouest, de sorte que des plantes de chaparral telles que le Adenostoma fasciculatum, le penstemon et Toxicodendron pubescens (poison oak ) sont trouvées.
Les restes des herbes vivaces d' origine qui fleurissaient autrefois dans cette région se trouvent encore dans l'intérieur plat du parc entourant le lac, mais la majorité des plantes qui composent maintenant la communauté des prairies de la vallée (y compris le chardon russe ) ont été importées d'Europe par premiers colons . Les zones riveraines près des sources et des suintements, et sur les lacs est et sud comprennent les saules, les quenouilles, le sureau et les orties .
Plus d'une centaine d'espèces d'oiseaux ont été repérées au lac Perris. Beaucoup sont migrateurs et s'arrêtent brièvement au parc pendant leurs voyages, tandis que d'autres y résident de façon permanente. Des sturnelles, des pie-grièches caouannes, des Geococcyx, des Moqueur de Californie, des cailles, des troglodytes, des moineaux, des colibris, des aigles royaux, plusieurs variétés de Accipitridae, des balbuzards et même des pygargues à tête blanche peuvent être vus. De nombreuses variétés d'Anseriformes utilisent le lac, y compris les canards pilets, les marecas, les canards bleus, les colverts, les canards spatule, diverses oies et parfois les cygnes siffleurs et les pélicans. Les échasses d'Amérique, les avocettes, les pluviers kildir, les chevaliers semipalmés, les martins pêcheurs, les aigrettes et les hérons sont attirés par le bord de l'eau.
Le lac est devenu un haut lieu de la pêche sportive en eau douce. L'achigan à grande bouche, le achigan tacheté, le crapet arlequin, truite arc-en-ciel, le barbue de rivière, les Pomoxis nigromaculatus, crapet à oreilles rouges et la carpe sont tous présents dans le lac. Le climat étant chaud, le California Department of Fish and Game réalise régulièrement des réempoissonnement de truites arc-en-ciel tout au long des mois d'hiver. Les enregistrements des lacs pour chacune des espèces sont notés ici:
- achigan tacheté d'Alabama- 9 livres, 6 onces
- Achigan à grande bouche de Floride - 17 livres, 6 onces
- Crapet arlequin - 3 livres, 15 onces
- Truite arc-en-ciel - 7 livres
- Barbue de rivière - 30 livres

L'achigan à grande bouche, le Crapet arlequin, la truite arc-en-ciel, le Barbue de rivière, le Crapet à oreilles rouges, Pomoxis nigromaculatus ont tendance à être le principal objectif des pêcheurs. La truite ne mord généralement que dans les mois les plus froids après les plants DFG.
De jour comme de nuit, les faucons et les hiboux sont fréquemment vus à la recherche de proies. La piste cyclable offre un moyen facile et pratique de voir certains des oiseaux et autres animaux sauvages du lac Perris; tôt le matin ou au crépuscule, ce sont les meilleurs moments. Des randonnées guidées par les gardes forestiers ont lieu au printemps et au début de l'été.
La plupart des plantes et des animaux du lac Perris sont bien adaptées à l'environnement chaud et sec. Les feuilles d'Adenostoma fasciculatum sont minuscules et cireuses pour minimiser la perte d'eau due à l' évaporation. Certaines herbes et fleurs sauvages précipitent leur cycle de vie de la floraison à la graine en quelques semaines seulement et peuvent terminer leur cycle pendant la brève saison des pluies. Les rats kangourous sont si bien adaptés aux environnements secs qu'ils boivent rarement de l'eau et parviennent à extraire l'humidité dont ils ont besoin directement de leur nourriture.
Les plantes et les animaux de la vallée de Perris ont considérablement changé au cours des deux dernières centaines d'années en raison de l'activité humaine, mais l'histoire naturelle de celles-ci peut être intrigante.

## Loisirs

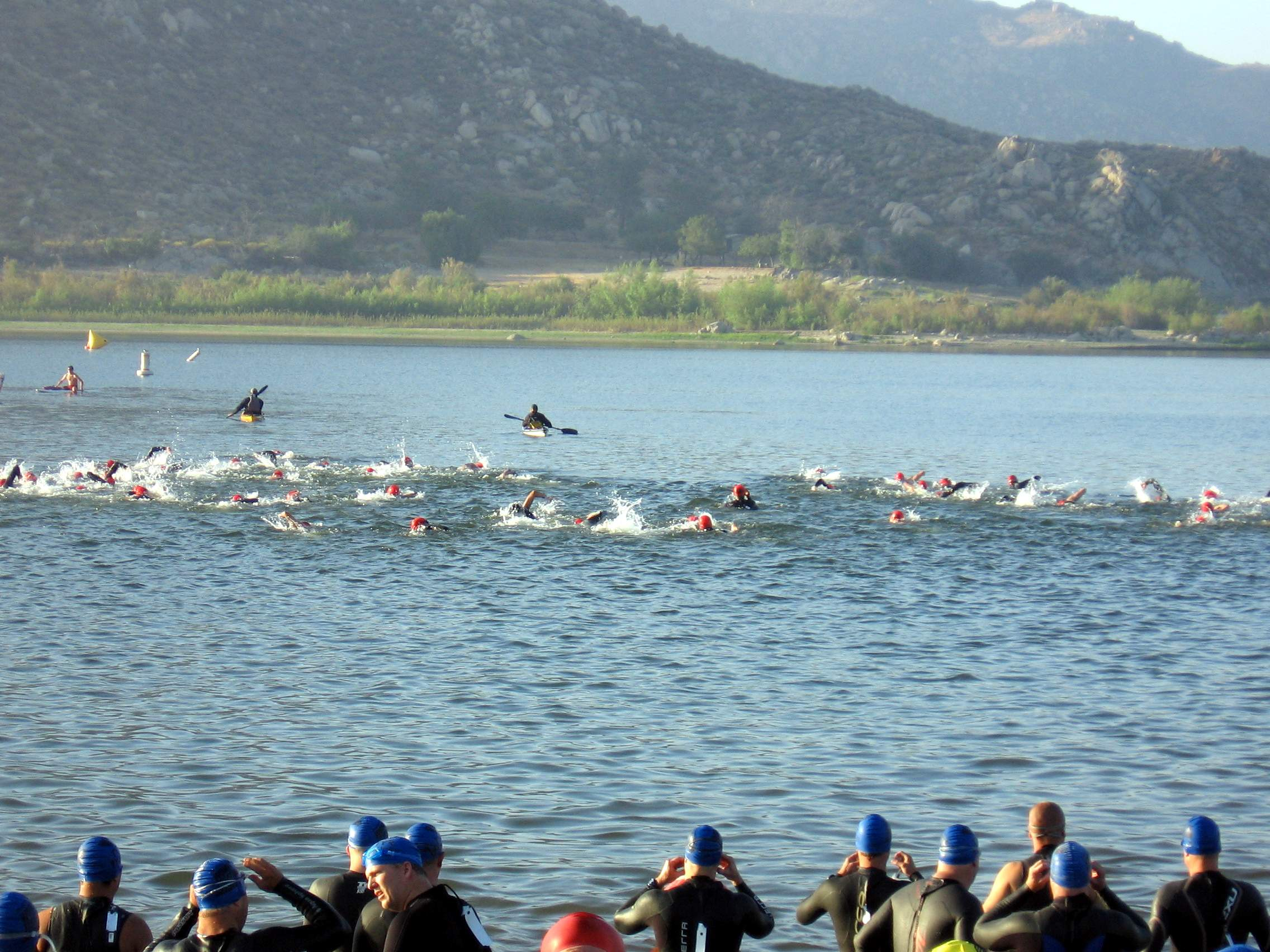
Le Big Rock Triathlon au lac Perris, 2009

De nombreuses activités récréatives sont autorisées sur, dans et autour du lac Perris et dans le parc de loisirs d'État. Des randonnées guidées sont proposées sur le sentier autour du lac, et plusieurs sites de camping sont situés près du bord du lac. Le lac est ouvert à la navigation de 6h00 à 18h30 du jeudi au lundi. Les autres activités comprennent la pêche, les pique-nique, l'équitation, la natation (dans les zones désignées) et l'escalade. Le parc accueille également le triathlon annuel Big Rock  aux distances de sprint et olympiques. Il y a aussi un musée sur le terrain du parc.

## Météo
Le lac Perris a des étés chauds et secs et des hivers frais et humides. Le temps pluvieux est presque entièrement limité aux mois entre novembre et avril. La région se trouve à un carrefour d' influences météorologiques . Le brouillard côtier (et le smog ) vient de l'ouest, tandis que «Santa Anas» - vents forts et chauds et secs - vient des déserts à l'est et au nord-est. La température moyenne de l'eau est 70°F (21°C) ; pendant les mois d'été, la baignade est chaude et il est très agréable d'y nager.

## Prélèvement d'eau du lac Perris
Pendant plusieurs mois après juillet 2005, l'eau du lac Perris a été retirée à hauteur d'environ 20 pour cent (environ 7 m) en raison de problèmes de sécurité liés au barrage. Une étude moderne approfondie a conclu que le barrage pourrait être partiellement rompu si un séisme de magnitude 7,5 ou plus venait à se produire dans la région. Le fait que la faille de San Jacinto, facilement capable de créer un tremblement de 7,5, passe à quelques kilomètres au nord du lac, accentue les craintes des ingénieurs. Il faudra peut-être plus de deux ans à l'État pour planifier un plan d'action pour renforcer le barrage.
Toutes les activités récréatives sont encore autorisées, avec certaines restrictions. Surtout, la zone 56 km/h de navigation a été réduite à la zone située entre le barrage et l'Île Alessandro. La zone de l'est de l'île est maintenant une zone 8 km/h (wakeless speed). La baignade n'est autorisée qu'à la plage Perris (lots 1, 2, 3 et 4). Les réservations de bateaux sont fortement recommandées en été; les week-ends se vendent vite. Depuis le rabattement, il y a moins de places « premier arrivé, premier servi  » pour les motomarines. À l'été 2006 (Memorial Day du Labor Day), la plupart des réservations se sont vendues une semaine ou deux à l'avance.

## Jeux olympiques d'été de 2028
La candidature de Los Angeles pour les Jeux olympiques d'été de 2028 a conduit à un accord avec le Département des parcs et des loisirs pour que le lac accueille des compétitions de canoë-sprint et d'aviron lorsque Los Angeles accueillera les Jeux olympiques d'été de 2028. Le comité de candidature a préféré le lac Perris au lac Casitas, car le lac Perris se trouve à proximité d'une population plus importante et à proximité de l'UCR pour l'hébergement des athlètes. En février 2019, la Fédération internationale d'aviron a annoncé qu'elle avait été invitée à examiner la possibilité d'utiliser le Long Beach Marine Stadium (le site olympique d'aviron de 1932) au lieu du lac Perris. La décision fut prise en juillet 2024 de retenir l'ancien site olympique de 1932 avec comme concession de passer la distance olympique de 2000m à 1500m.

## Voir également
- Liste des barrages et réservoirs en Californie
- Liste des lacs de Californie